# How Sweet It Is (album)
How Sweet It Is è un album discografico di cover della cantautrice statunitense Joan Osborne, pubblicato nel 2002.

## Tracce
1. I'll Be Around (Thom Bell, Phil Hurtt)
2. Think (Aretha Franklin, Teddy White)
3. How Sweet It Is (Lamont Dozier, Brian Holland, Eddie Holland)
4. Smiling Faces Sometimes (Barrett Strong, Norman Whitfield)
5. Love's in Need of Love Today (Stevie Wonder)
6. These Arms of Mine (Otis Redding)
7. Only You Know and I Know (Dave Mason)
8. War (Strong, Whitfield)
9. Why Can't We Live Together (Timmy Thomas)
10. Axis: Bold as Love (Jimi Hendrix)
11. The Weight (Robbie Robertson)
12. Everybody Is a Star (Sly Stone)